# La Bobeline
La Bobeline is een biersoort afkomstig uit Spa en bestaat uit drie varianten.
De blonde Bobeline heeft een alcoholpercentage van 8,5° en heeft een tweede gisting in de fles. De bruine variant heeft eveneens een alcoholpercentage van 8,5° en heeft ook een tweede gisting in de fles, maar is krachtiger dan zijn blonde tegenhanger. 
De derde en jongste variant, de "Blanche Fraise", is een fruitbier op basis van aardbeien en is met 3,6° de lichtste variant uit het gamma.